# Hraničky

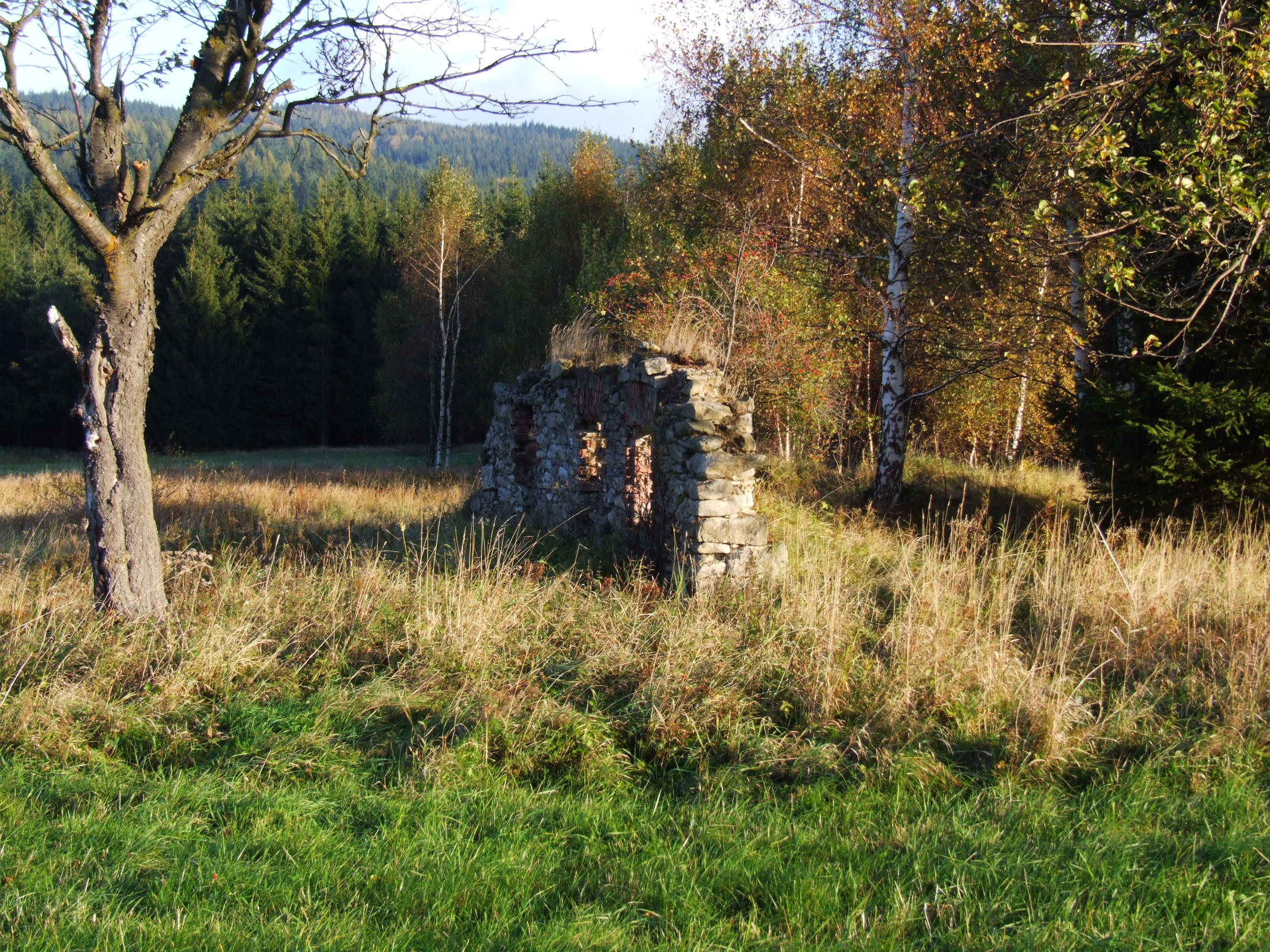
Ruiny jednego z domów

Hraničky (niem. 1785 r. Grenzdorf, Grenzdörfel, 1828 r. Gränzdorf, nazwa czeska od 1924 r.) – nieistniejąca obecnie osada na Czeskim Śląsku, w Górach Złotych (cz. Rychlebské hory). Położona była między przełęczą o tej samej nazwie (pl. Przełęcz Gierałtowska), a szczytem Hraniční vrch, na wysokości 660–730 m n.p.m. Współcześnie teren dawnej osady administracyjnie należy do gminy Uhelná.
Założona była tuż przy ówczesnej granicy habsbursko-pruskiej (dziś czesko-polskiej) około roku 1785 i zamieszkała wyłącznie przez Niemców. Ludność zajmowała się uprawą owsa (gleby były ubogie), leśnictwem i pasterstwem oraz handlem z pobliskim Nowym Gierałtowem (wówczas Neu Gersdorf). W 1836 r.stało tutaj 27 domów, w których mieszkało 281 osób. W następnych latach liczba ludności wyglądała następująco:
- 1869 – 260 osób,
- 1890 – 222 osoby,
- 1910 – 193 osoby,
- 1921 – 192 osoby, 41 domów,
- 1930 – 178 osób, w tym 159 Niemców, 5 Czechosłowaków.

Administracyjnie należała pod wieś Nové Vilémovice (Wilmsdorf). Po 1848 r. podlegała powiatowi sądowemu Javorník (Jauering), a politycznemu Frývaldov (Freiwaldau). Od 1809 r. istniał tutaj kościółek św. Józefa, odnowiony w 1885 r., dzięki dofinansowaniu ze strony biskupa wrocławskiego Heinricha Förstera. W tym samym roku (lub w 1883) otwarto jednoklasową szkołę, działała także gospoda.
We wrześniu 1938 r. miejscowa placówka celników została zaatakowana przez oddział Freikorpsu, wkrótce potem osadę włączono do III Rzeszy.
Po drugiej wojnie światowej ludność niemiecką wysiedlono, we wsi zostały jedynie 4 rodziny. W 1948 r. na krótko przeniesiono tutaj jeszcze jedną rodzinę, ale już rok później wszystkich mieszkańców przeniesiono, a osadę, z powodu bliskości granicy, skazano na zagładę. Opuszczone domostwa (w sumie w 1950 r. stały jeszcze 43 budynki) zostały rozszabrowane przez ludność z Novych Vilémovic (także greckich uciekinierów, osiedlonych tutaj po greckiej wojnie domowej). Dzieła zniszczenia dopełniło czechosłowackie wojsko, burząc i wysadzając w powietrze istniejące jeszcze obiekty (m.in. kościół) w latach 1959−1960. Część dawnych pól i pastwisk zostało zalesionych.
Ocalał tylko jeden dom, należący do rodziny pracownika leśnego Franza Schlegela, obecnie czasowo zamieszkały. O istnieniu dawnej osady przypominają słabo widoczne ruiny budynków, krzyż, stojący w miejscu dawnego kościoła i dwa stawy.

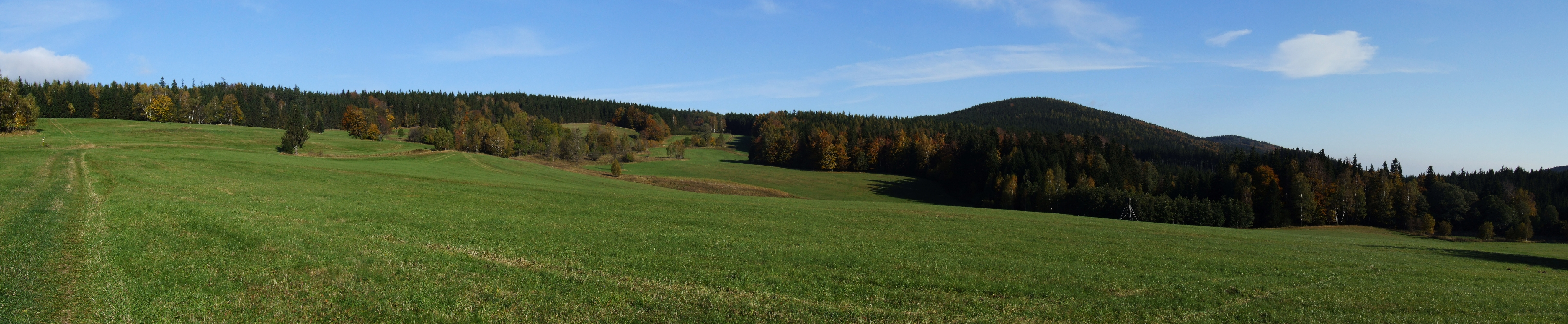
Przełęcz Hraničky - po lewej polna ścieżka prowadząca w kierunku dawnego turystycznego przejścia granicznego z Polską (znajdowało się na linii drzew w tle)